# Isabellah Andersson
Isabellah Andersson (geboren als Isabellah Moraa Amoro; Bosiango, 12 november 1980) is een Zweedse langeafstandsloopster van Keniaanse komaf, die gespecialiseerd is in de marathon. Ze won zevenmaal de marathon van Stockholm en vertegenwoordigde haar land bij verschillende grote internationale wedstrijden. Ze nam eenmaal deel aan de Olympische Spelen, maar won hierbij geen medailles. Ze bezit Zweedse records op de 10 km, halve marathon en marathon en is meervoudig Zweeds kampioene op verschillende afstanden.

## Biografie

### Jeugd en huwelijk
Isabellah Amoro is geboren het dorp Bosiango, 50 km ten westen van Nairobi. Ze groeide op met haar moeder en drie half-broers en zussen, maar werd voor het grootste deel door haar grootmoeder groot gebracht. Haar ouders verhuisden namelijk op jonge leeftijd naar Nairobi om daar werk te vinden. Op achttienjarige leeftijd verhuisde ze zelf naar deze stad. Ze was geïnteresseerd in oriëntatielopen en kwam in 2002 in contact met twee Zweedse oriëntatielopers, die in Kenia waren om te studeren. Het jaar erop nam ze deel aan een wedstrijd en ontmoette daar Lars Andersson, haar latere coach en echtgenoot. Sindsdien begon ze serieus te trainen, kreeg goede begeleiding en stapte over op het langeafstandslopen. In januari 2006 verhuisde ze naar Zweden, waar ze met haar trainer trouwde. In 2009 werd hun dochter Beyonce geboren, vernoemd naar de Amerikaanse zangeres Beyoncé. In mei datzelfde jaar kreeg ze de Zweedse nationaliteit.

### Marathonsuccessen
In 2008 behaalde ze haar eerste succes met het winnen van de marathon van Stockholm. Deze wedstrijd zou ze ook de vier jaren hierna winnen. In 2010 begon het jaar met een vijfde plaats bij de marathon van Dubai. Haar tijd van 2:26.52 was genoeg voor een vijfde plaats en een verbetering van het Zweedse record op de klassieke afstand. Bij de Europese kampioenschappen in Barcelona werd ze eveneens vijfde op de marathon, ditmaal met een tijd van 2:34.34. Door diskwalificaties werd dit later bijgesteld tot een bronzen medaille, doordat de oorspronkelijke nummers één en twee betrapt werden op dopinggebruik.

### Deelname aan WK en OS
Het jaar 2011 begon Isabellah Andersson voortvarend door in Dubai haar persoonlijk record op de marathon te verbeteren tot 2:23.41. Deze tijd was tevens genoeg voor een verbetering van het Zweedse nationale record. Bij de wereldkampioenschappen van 2011 in Daegu moest ze met 2:30.13 genoegen nemen met een zevende plaats. De wereldtitel ging naar de Keniaanse Edna Kiplagat, die met 2:28.43 iets meer dan een minuut sneller was. Op de Olympische Spelen van 2012 in Londen behaalde ze met 2:27.36 een achttiende plaats. Ze was de enige van de Zweedse olympische ploeg die uitkwam op deze afstand. In 2013 werd ze zevende bij de marathon van Dubai. Bij de Venloop verbeterde ze haar persoonlijk record op de halve marathon tot 1:10.02.
Andersson woont in Vilshult en is aangesloten bij Hässelby SK. In de wintermaanden traint ze in Kenia. Daar opende ze in Eldoret haar eigen trainingskamp.

## Titels
- Zweeds kampioene 5000 m - 2009, 2010, 2012
- Zweeds kampioene 10.000 m - 2008, 2009, 2010, 2012, 2013, 2015
- Zweeds kampioene 10 km - 2015
- Zweeds kampioene halve marathon - 2009, 2010, 2011, 2012, 2013
- Zweeds kampioene marathon - 2008, 2009, 2010, 2011, 2013, 2014, 2015
- Zweeds kampioene veldlopen 4 km - 2008, 2010, 2012
- Zweeds kampioene veldlopen 8 km - 2008, 2010, 2012
- Zweeds kampioene berglopen 4 km - 2008, 2009, 2012
- Zweeds kampioene berglopen 8 km - 2008, 2010

## Persoonlijke records
Baan
| Afstand  | Tijd     | Datum            | Plaats     |
| -------- | -------- | ---------------- | ---------- |
| 1500 m   | 4.30,27  | 6 juli 2009      | Karlskrona |
| 3000 m   | 9.21,8   | 3 augustus 2009  | Malmö      |
| 5000 m   | 15.45,08 | 3 augustus 2009  | Malmö      |
| 10.000 m | 33.15,25 | 3 september 2013 | Stockholm  |

Weg
| Afstand        | Tijd         | Datum             | Plaats            |
| -------------- | ------------ | ----------------- | ----------------- |
| 10 km          | 32.24 (NR)   | 20 juli 2009      | Bornholm          |
| 15 km          | 49.39        | 12 mei 2012       | Göteborg          |
| 20 km          | 1:06.48      | 12 mei 2012       | Göteborg          |
| halve marathon | 1:10.02 (NR) | 21 maart 2010     | Venlo             |
| 25 km          | 1:24.59      | 29 september 2013 | Berlijn           |
| 30 km          | 1:43.39      | 31 oktober 2010   | Frankfurt am Main |
| marathon       | 2:23.41 (NR) | 21 januari 2011   | Dubai             |

## Palmares

### 5000 m
- 2009:  Zweedse kamp. in Malmö - 15.45,08
- 2009:  Finland vs Zweden in Göteborg - 16.09,28
- 2010:  Zweedse kamp. in Falun - 16.05,80
- 2011:  Zweden vs Finland in Helsinki - 16.20,35
- 2012:  Zweedse kamp. in Stockholm - 16.25,14
- 2013:  Zweedse kamp. in Borås - 16.17,89

### 10.000 m
- 2008:  Zweedse kamp. in Vasteras - 34.45,46
- 2009:  Zweedse kamp. in Malmö - 33.32,72
- 2010:  Zweedse kamp. in Falun - 33.46,35
- 2010:  Finland vs Zweden in Helsinki - 33.54,50
- 2011:  Zweden vs Finland in Helsinki - 34.12,84
- 2012:  Zweedse kamp. in Stockholm - 33.16,67
- 2012:  Finland vs Zweden in Göteborg - 34.16,88
- 2013:  Zweedse kamp. in Borås - 33.22,95
- 2013:  Zweden vs Finland in Stockholm - 33.15,25
- 2015:  Zweedse kamp. in Söderhamn - 34.54,59

### 10 km
- 2004: 4e Midnattsloppet in Stockholm - 36.58
- 2007:  Midnattsloppet in Stockholm - 34.26
- 2007:  Tjejmilen in Stockholm - 34.50
- 2009:  Midnattsloppet in Stockholm - 33.35
- 2009:  Tjejmilen in Stockholm - 33.49
- 2010:  Tjejmilen in Stockholm - 33.38
- 2011:  Tjejmilen in Stockholm - 33.25
- 2012:  Tjejmilen in Stockholm - 34.18
- 2013:  Tjejmilen in Stockholm - 33.42
- 2015:  Zweedse kamp. in Malmö - 32.34
- 2015:  Tjejmilen in Stockholm - 35.24

### halve marathon
- 2007:  halve marathon van Stockholm - 1:14.51
- 2008:  halve marathon van Berlijn - 1:11.24
- 2008:  halve marathon van Göteborg - 1:11.06
- 2009:  halve marathon van Stockholm - 1:11.35
- 2009:  Zweedse kamp. in Göteborg - 1:14.22 (2e overall)
- 2010:  Venloop - 1:10.02
- 2010:  Zweedse kamp. in Stockholm - 1:11.52 (1e overall)
- 2010:  halve marathon van Göteborg - onbekende tijd
- 2011:  Zweedse kamp. in Stockholm - 1:11.07 (1e overall)
- 2012:  halve marathon van Stockholm - 1:14.48
- 2012:  Zweedse kamp. in Göteborg - 1:10.30 (5e overall)
- 2013:  Venloop - 1:10.55 (nat. rec.)
- 2013:  Zweedse kamp. in Göteborg - 1:15.17 (4e overall)
- 2013:  halve marathon van Kalmar - 1:13.34
- 2013:  halve van Stockholm - 1:11.31 (1e overall)
- 2014: 32e WK in Kopenhagen - 1:12.16
- 2014:  Women's Health in Stockholm - 1:16.02
- 2014: 5e halve marathon van Stockholm - 1:18.03
- 2015:  halve marathon van Berlijn - 1:11.31
- 2015:  Women's Health in Stockholm - 1:13.20
- 2015:  Kungsholmen Runt in Stockholm - 1:11.56
- 2015:  halve marathon van Halmstad - 1:21.12
- 2015:  halve marathon van Stockholm - 1:17.20
- 2016:  halve marathon van Barcelona - 1:10.50

### marathon

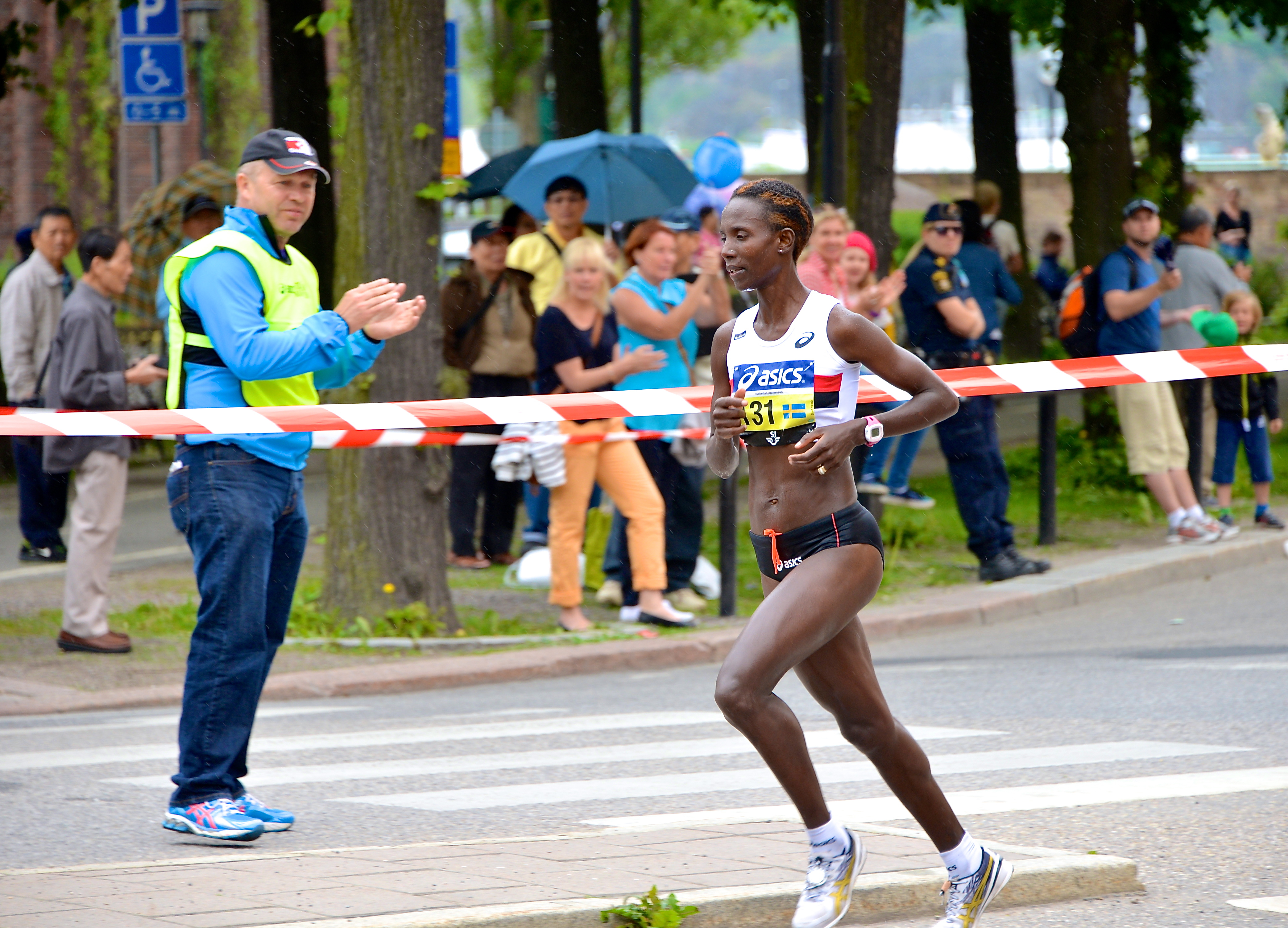
Op weg naar haar overwinning bij de marathon van Stockholm in 2013.

- 2006:  marathon van Växjö - 2:51.10
- 2008:  Zweedse kamp. in Stockholm - 2:34.14 (1e overall)
- 2009:  Zweedse kamp. in Stockholm - 2:33.52 (1e overall)
- 2010: 5e marathon van Dubai - 2:26.52
- 2010:  Zweedse kamp. in Stockholm - 2:31.35 (1e overall)
- 2010:  EK - 2:34.34 (na DQ Živilė Balčiūnaitė + Nailja Joelamanova)
- 2010: 4e marathon van Frankfurt - 2:25.10
- 2011:  marathon van Dubai - 2:23.41 (NR)
- 2011: 7e marathon van Daegu - 2:30.13
- 2011:  Zweedse kamp. in Stockholm - 2:37.28 (1e overall)
- 2011: 7e WK - 2:28.43
- 2011: 8e New York City Marathon - 2:28.29
- 2012: 10e marathon van Dubai - 2:25.41
- 2012: 14e marathon van Londen - 2:29.57
- 2012: 17e OS - 2:27.36
- 2013: 7e marathon van Dubai - 2:26.05
- 2013:  Zweedse kamp. in Stockholm - 2:33.49 (1e overall)
- 2014:  Zweedse kamp. in Stockholm - 2:32.28 (1e overall)
- 2015:  Zweedse kamp. in Stockholm - 2:34.14 (1e overall)
- 2016: 9e marathon van Tokio - 2:30.02

### veldlopen
- 2007:  Lidingöloppet - 1:57.34
- 2008:  Zweedse kamp. in Växjö - 13.26
- 2008:  Zweedse kamp. in Växjö - 28.08
- 2009: 4e Zweedse kamp. in Stockholm - 13.21
- 2009:  Zweedse kamp. in Stockholm - 27.24
- 2009:  Lidingöloppet - 35.23
- 2009: 18e EK in Dublin - 29.00
- 2010:  Zweedse kamp. in Borås - 13.18
- 2010:  Zweedse kamp. in Borås - 28.04
- 2010:  Lidingöloppet - 35.03
- 2011:  Lidingöloppet - 35.26
- 2012:  Zweedse kamp. in Linköping - 13.18
- 2012:  Zweedse kamp. in Linköping - 27.48
- 2012:  Lidingöloppet - 35.45
- 2014:  Lidingöloppet - 1:58.29